# Трелеборг
Трелеборг (швед. Trelleborg) град је у Шведској, у крајње јужном делу државе. Град је у оквиру Сконског округа, где је шести по величини и значају град. Трелеборг је истовремено и седиште истоимене општине.
Трелеборг је најјужнији град Шведске, па је стога познато летње туристичко одредиште.

## Природни услови
Град Трелеборг се налази у крајње јужном делу Шведске (најјужнији град у држави) и Скандинавског полуострва. Од главног града државе, Стокхолма, град је удаљен 640 км југозападно. Од првог већег града, Малмеа, град се налази свега 30 км јужно.
Трелеборг се сместио на југозападној обали Балтичког мора. Градско подручје је равничарско, а надморска висина се креће 0-20 м.

## Историја
Подручје Трелеборга било је насељено још у време праисторије. Први спомен данашњег насеља везује се за годину 1257. Оно је вековима било рибарско насеље. У средњем веку насеље је, као и цео јужни део данашње Шведске, био посед данског краља.
После споразума у Роскилдеу 1658. године Шведска добија подручја на данашњем југу државе, па и данашњи град Трелеборг. 
Нови замах Трелеборг доживљава у другој половини 19. века са доласком индустрије и железнице. Ово благостање траје и дан-данас.

## Становништво
Трелеборг је данас град средње величине за шведске услове. Град има око 28.000 становника (податак из 2010. г.), а градско подручје, тј. истоимена општина има око 43.000 становника (податак из 2012. г.). Последњих деценија број становника у граду брзо расте.
До средине 20. века Трелеборг су насељавали искључиво етнички Швеђани. Међутим, са јачањем усељавања у Шведску, становништво града је постало шароликије.

## Привреда
Данас је Трелеборг савремени град са посебно развијеном индустријом и лучким делатностима. Последње две деценије посебно се развијају трговина, услуге и туризам.

## Галерија
- Градски торањ
- Палме у Трелеборгу